# Payerne
Payerne (Peterlingen en allemand) est une commune suisse du canton de Vaud, située dans le district de la Broye-Vully, dont elle est le chef-lieu.

## Géographie
Payerne est située au bord du cours d'eau la Broye, à l'est du lac de Neuchâtel, au sud-ouest des lacs de Morat et de Bienne, et à 457 mètres d'altitude. Elle fait  partie de la région d’Yverdon.
La commune est limitrophe de Corcelles-près-Payerne, Grandcour et Trey, ainsi que Cugy, Estavayer, Fétigny, Montagny et Torny dans le canton de Fribourg.

## Histoire

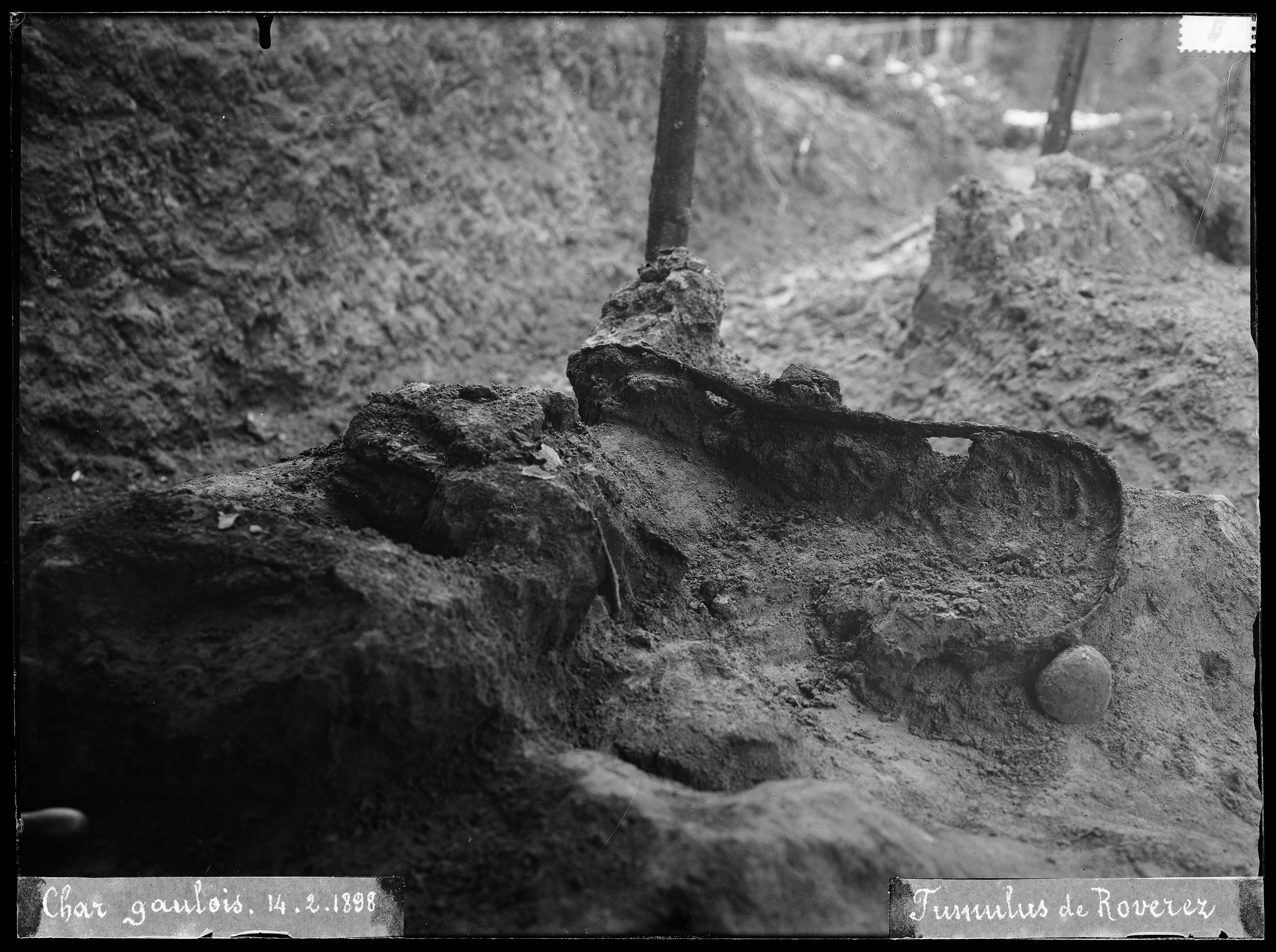
Tumulus de Roverex (fouille de 1898). Photographie d'Albert Naef (Archives cantonales vaudoises).

Les premières traces d’occupation de la colline au cœur de la ville de Payerne remontent aux IIe – IIIe siècles. A l'écart de la grande ville d’Aventicum, alors capitale de l’Helvétie romaine, une famille influente fait construire une grande villa, un riche établissement rural. Cette famille des Paterni donnera plus tard son nom à la ville : Paterniacum.
Le 24 juin 587, l'évêque Marius d'Avenches fonde une première église à Payerne qui deviendra l'église paroissiale. Selon des découvertes archéologiques réalisées en 2016, une seconde église a été fondée au VIIe siècle à un jet de pierre de l'église paroissiale, sous l’abbatiale actuelle. Il s'agit peut-être du cœur d’une première abbaye. Arrivés à Payerne, les moines de Cluny au Xe siècle construisent sur cet emplacement un nouveau monastère. Celui-ci deviendra l'Abbatiale, de style roman avec un clocher gothique. C'est grâce aux dons de sa mère la reine Berthe de Souabe (907-966), dite Berthe la filandiaire, que l'impératrice Adélaïde de Bourgogne (femme d'Otton Ier du Saint-Empire) fit fonder ce monastère.
Le 1er mars 1127, le comte palatin de Bourgogne Guillaume III l'Enfant est assassiné dans l'église de Payerne.
En 1240, le comte Pierre II de Savoie (1203-1268) accorda à Payerne sa franchise municipale. Illustrée par les souverains bourguignons, et surtout par Berthe de Souabe, Payerne est une des plus anciennes villes de la Suisse[réf. nécessaire].
Le tumulus de Roverex a été fouillé en 1898 par Albert Naef, qui y a trouvé un « char gaulois » et un torque en or.

## Population

### Gentilé et surnom
Les habitants de la commune se nomment les Payernois.
Ils sont surnommés les Cochons-Rouges, du nom d'une espèce de cochon pour laquelle la commune était connue,.

### Démographie
Pour le début du XIXe siècle, voir l'article d'Aline Johner (janvier 2024).
Le graphique suivant résume l'évolution de la population de Payerne entre 1850 et 2012 :

## Politique

### Municipalité (exécutif)
Le Conseil municipal, appelé plus communément la Municipalité, constitue l'exécutif des communes du canton de Vaud. La Municipalité de Payerne compte cinq membres, élus par la population pour une durée de cinq ans au système majoritaire à deux tours. Le Conseil municipal est, pour la législature 2021-2026, composé des socialistes Eric Küng (remplacé en 2025 par Lionel Voinçon, PLR) et Nicolas Schmid (PSIP), des libéraux-radicaux Édouard Noverraz et Monique Picinali (PLR Ville de Payerne), ainsi que de Jacques Henchoz (Libre ensemble).

### Conseil communal (législatif)
Le Conseil communal payernois compte 70 membres élus pour cinq ans au système proportionnel. La répartition des sièges après les élections de février 2016 est la suivante : 29 libéraux-radicaux, 25 représentants du Parti des socialistes et indépendants payernois et les Verts, 8 UDC et 8 vert'libéraux.
Lors des élections de 2016, les libéraux-radicaux avaient obtenu 38 sièges, le PSIP 19 et l'UDC 13.
Lors des élections de 2011, les libéraux-radicaux (à la suite de la fusion du parti radical et du parti libéral) avaient obtenu 39 sièges, les socialistes et indépendants 21 et l'UDC, non représentée auparavant, 10.
Lors des élections de 2006, les socialistes et indépendants avaient obtenu 25 sièges, le Parti radical-démocratique (PRD) 24 et le Parti libéral 21.
Lors des élections de 2001, le Parti radical-démocratique avait obtenu 31 sièges, le Parti libéral 21 et les socialistes et indépendants 18.

### Liste des syndics de Payerne
- 1897-1915 : Emile Perrin, Parti libéral suisse (PLS).
- 1916-1929 : Fernand Cornaz, Parti libéral suisse (PLS).
- 1930-1941 : Louis Bosset, Parti radical-démocratique (PRD).
- 1942-1947 : Robert Laurent, Parti radical-démocratique (PRD).
- 1948-1955 : Henri Jomini, Parti libéral suisse (PLS).
- 1955-1963 : Albert Cornamusaz, Parti radical-démocratique (PRD).
- 1964-1981 : Achille Meyer, Parti radical-démocratique (PRD).
- 1982-1985 : Robert Rapin, Parti libéral suisse (PLS).
- 1986-2001 : Pierre Hurni, Parti socialiste suisse (PSS).
- 2002-2011 : Michel Roulin, Hors Parti, ancien Parti radical-démocratique (PRD).
- 2011-2020 : Christelle Luisier Brodard, Parti radical-démocratique (PRD), puis Parti libéral-radical (PLR).
- 2020-2025 : Eric Küng, Parti socialiste indépendant payernois (PSIP)
- Depuis 2025 : Lionel Voinçon, Parti libéral-radical (PLR)[11]

## Économie
L'agriculture et l'artisanat furent durant des siècles les activités principales de la ville, qui eut aussi des tanneries aux XVIIIe et XIXe siècles. La culture du tabac, commencée en 1719, prospéra au XIXe siècle et amena l'ouverture de manufactures dont Frossard (1868-1965) et Fivaz (1876-1965). Nestlé fabriqua du lait condensé (1890-1933) et Payerne reste connu pour sa charcuterie. L'industrie de la tuile existait au Moyen Âge déjà et une briqueterie mécanique fut fondée en 1898 ; achetée en 1934 par les Morandi, elle a été en activité jusqu'en 1969-1970. Eternit (produits en fibro-ciment) s'est installé en 1955. En 2005, le secteur tertiaire fournit 80 % des emplois.

## Gymnase intercantonal de la Broye
En outre les diverses écoles primaires et secondaires, un établissement scolaire post obligatoire ayant la particularité d'être intercantonal (c'est-à-dire d'accueillir des étudiants de deux cantons à l'intérieur d'un même établissement), a été bâti dans la ville en 2005.

## Transports

Vue aérienne des voies ferrées, photographie de Werner Friedli, 1949.

La gare de Payerne se situe au croisement des lignes ferroviaires de la Broye longitudinale et transversale. Elle est desservie par des lignes vers Lausanne, Kerzers, Yverdon-les-Bains, Fribourg et Berne.
Payerne est également desservie par la route principale 1 et l'autoroute A1 Zurich–Berne-Lausanne-Genève.

## Infrastructures militaires
En partie sur le territoire de la commune, se trouve un important aérodrome, l'aérodrome militaire de Payerne, siège du bureau d'enquête sur les accidents d'aviation, de même qu'un arsenal. Les Forces aériennes suisses y ont établi leur plus importante base ainsi qu'une caserne de DCA.

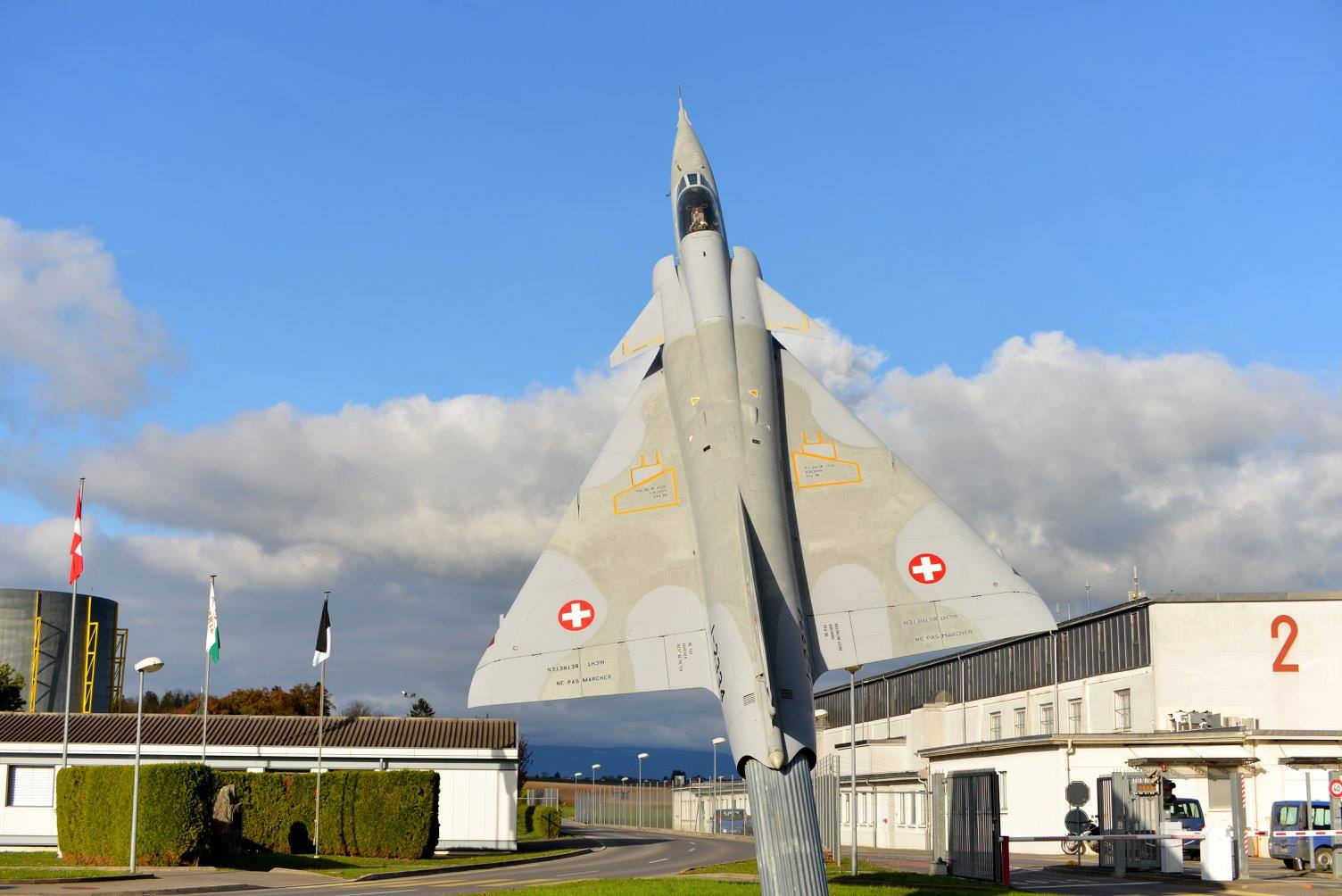
Mirage exposé à la base aérienne de Payerne.

## Culture et patrimoine

### Héraldique
| Blason | Blasonnement : Parti d'argent et de gueules. |

### Monuments et curiosités

Vue aérienne de l'église de Payerne, Werner Friedli, 1949.

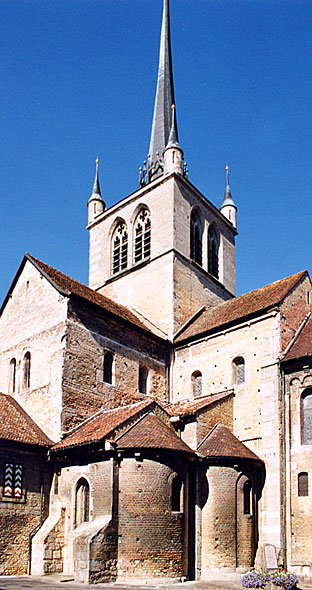
Abbatiale Notre-Dame avec son clocher tors.

La commune compte sur son territoire plusieurs monuments classés comme biens culturels suisses d'importance nationale : l'abbatiale Notre-Dame, de fondation clunisienne, et les anciens bâtiments conventuels, l'ancien tribunal et ancien hôtel de ville, la fontaine du Banneret sur la place attenante et enfin l'église réformée Notre-Dame, dite aussi église paroissiale, par opposition à l'abbatiale, qui clôt la place.
Le Collège, ancienne école des filles (1835), a été construit par l'architecte lausannois Henri Perregaux.

### Personnalités
- Général Antoine de Jomini, (1779-1869), général de brigade sous Napoléon Ier, et plus tard général en chef en Russie sous Nicolas Ier. Écrivain militaire et théoricien de la stratégie.
- Aimée Rapin (1868-1956), femme peintre sans bras de naissance.
- Reine Berthe de Souabe
- Impératrice Adélaïde de Bourgogne
- Francis Piguet, coureur cycliste, né et mort à Payerne.
- Léon Savary, (1895-1968), écrivain et journaliste bourgeois de Payerne.
- Jacques Chessex (1934-2009), écrivain suisse né à Payerne.
- Matthieu Rebeaud (1982-), pilote de motocross freestyle
- Gilbert Kaenel (1949-2020), archéologue
- Karim Sow (2003-), footballeur suisse.
- Jean Arcelin (1962-), artiste peintre, originaire de Payerne.

## Musées
- Musée de l'Abbatiale
- Exposition Général Antoine de Jomini
- Exposition Aimée Rapin
- Musée de l'aviation militaire

## Folklore et manifestations

### Fête du Tirage
La fête du Tirage est la plus grande abbaye du canton de Vaud,,. Fondée en 1736, elle est organisée le troisième dimanche d'août par la société des tireurs à la cible de Payerne ainsi que la société de Jeunesse. Elle se déroule sur trois jours, mêlant des activités de tir et des attractions foraines,.

### Générales
- Concerts de l'Abbatiale
- Red Pigs Festival[23] (chaque année en juin)
- Airshow AIR14 Payerne[24] (100e anniversaire des forces aériennes suisses du 29 août au 7 septembre 2014).
- La Fête Fédérale de Lutte suisse et des Jeux alpestres « Estavayer 2016 » a eu lieu du 26 au 28 août 2016, sur le territoire et l'aérodrome militaire de Payerne
- Les Brandons de Payerne (chaque année en février-mars), le plus grand carnaval de Suisse romande
- Comptoir de Payerne (tous les deux ans - année paire - en alternance avec le Comptoir Broyard - année impaire)